# Gonolobus purpureus
Gonolobus purpureus är en oleanderväxtart som beskrevs av G. Morillo. Gonolobus purpureus ingår i släktet Gonolobus och familjen oleanderväxter. Inga underarter finns listade i Catalogue of Life.